# ۳٬۵-دی-ترت-بوتیل‌سالیسیل‌آلدهید
۳،۵-دی-ترت-بوتیل‌سالیسیل‌آلدهید (به انگلیسی: 3,5-Di-tert-butylsalicylaldehyde) یک ترکیب شیمیایی با شناسه پاب‌کم ۶۸۸۰۲۳ است. 